# Luigi Abeni
Luigi Abeni (Vicenza, 16 febbraio 1920 – Vicenza, 13 febbraio 2000) è stato un calciatore italiano, di ruolo centrocampista.

## Carriera
Esordì in Serie A nel 1942-1943 con il Vicenza, dove fu collega di reparto di Osvaldo Fattori e Alfonso Santagiuliana, con cui sostenne un provino con la Nazionale; la sua carriera fu però prematuramente interrotta da una grave malattia.
In carriera ha totalizzato complessivamente 16 presenze in Serie A e 33 presenze ed una rete in Serie B.

## Palmarès

### Club

#### Competizioni nazionali
- Serie C: 1

Vicenza: 1939-1940